# ساندرا روبنسون
ساندرا روبنسون (بالإنجليزية: Sandra Dee Robinson)‏ (و. 1967 – م) هي ممثلة، وممثلة أفلام، من الولايات المتحدة الأمريكية، ولدت في بيتسبرغ، بنسيلفانيا.

## وصلات خارجية
- ساندرا روبنسون على موقع IMDb (الإنجليزية)
- ساندرا روبنسون على موقع روتن توميتوز (الإنجليزية)
- ساندرا روبنسون على موقع ألو سيني (الفرنسية)
- ساندرا روبنسون على موقع قاعدة بيانات الفيلم (الإنجليزية)
- ساندرا روبنسون على موقع كينوبويسك (الروسية)